# Jan-Erik Lundqvist
Pour les articles homonymes, voir Lundquist.
Jan-Erik Lundquist, né le 14 avril 1937 à Stockholm, est un joueur de tennis suédois.

## Palmarès
- Internationaux de France : Demi-finaliste en 1961 et 1964.
- Tournoi de Rome : Vainqueur en 1964
- Tournoi de tennis de Hambourg : Finaliste en 1960
- Championnat de Bournemouth : Vainqueur en 1965 et 1967.